# Мельница (Бурятия)
Ме́льница — посёлок в Джидинском районе Бурятии. Входит в сельское поселение «Желтуринское».

## География
Расположен на левом берегу реки Джиды, в 23 километрах к юго-западу от районного центра, села Петропавловка, в 8 километрах к северо-востоку от центра сельского поселения — села Желтура.

## Население
| 2002 | 2010 |
| ---- | ---- |
| 9    | ↘0   |